# Catedral de Espira
La catedral de Espira (del alemán: Speyerer Dom), oficialmente Catedral Imperial-Basílica de Nuestra Señora de la Asunción y San Esteban (Kaiserdom-Basilika Mariä Himmelfahrt und St. Stephan) es una catedral situada en la ciudad alemana de Espira, bajo advocación conjunta de Nuestra Señora de la Asunción y San Esteban. Es una enorme e imponente basílica de arenisca roja y uno de los más destacados ejemplos de arquitectura románica existentes en el mundo. Junto con las cercanas catedrales románicas de Maguncia y Worms constituye una de las llamadas catedrales imperiales (Kaiserdome) de la región alemana de Renania-Palatinado. Desde la destrucción de la Abadía de Cluny durante la Revolución francesa, la catedral de Espira es el edificio románico en pie más grande del mundo. Pertenece a la diócesis de Espira.
Un elemento distintivo y característico de esta catedral es la galería de columnas que bordea todo el perímetro del edificio, justo debajo de la línea del tejado.
La construcción comenzó en 1030 durante el reinado del emperador Conrado II, prosiguió durante el reinado de su sucesor Enrique III el Negro y finalizó en 1061, durante la minoría de edad de Enrique IV. Uno de los puntos más dramáticos de la historia de la catedral tuvo lugar en 1689, cuando los soldados del rey francés Luis XIV la quemaron casi totalmente, destruyendo parte de su estructura y profanando las tumbas de los emperadores alemanes allí enterrados.
Fue restaurada entre 1772 y 1784, siendo añadidos un vestíbulo y una fachada, y volvió a ser profanada por los franceses en 1794. Entre 1846 y 1856 fue restaurada por última vez a fondo, siendo su interior adornado con frescos. Esta última restauración fue sufragada por el rey Luis I de Baviera.
En 1981, la catedral fue añadida a la lista del Patrimonio de la Humanidad de la Unesco.
La iglesia tiene la consideración de basílica menor desde el 13 de mayo de 1925.

## Historia

### Edad Media
El emperador alemán Conrado II, fundador de la Dinastía salia, comenzó hacia 1020 la edificación de esta catedral, que debía ser la mayor iglesia de la Cristiandad Occidental. Sin embargo, ni él ni su hijo y sucesor Enrique III lograron ver el fin de las obras, que terminaron en 1061 durante el reinado de Enrique IV, nieto de Conrado.

## Hechos Claves
A lo largo de la historia, se han producido repetidamente eventos históricos significativos en la Catedral o en sus alrededores. En 1146, San Bernardo de Claraval visitó Espira con el propósito de persuadir al rey Conrado III para que emprendiera una cruzada. Años más tarde, en 1193, el rey inglés Ricardo Corazón de León fue entregado al emperador Enrique VI como prisionero del duque Leopoldo de Austria frente a la catedral.
En la primavera de 1529, seis príncipes y catorce ciudades imperiales libres protestaron contra la decisión de la segunda Dieta de Espira de suspender las reformas innovadoras.
Santa Teresa Benedicta de la Cruz (Edith Stein) tomó su primera comunión  allí, en la Catedral se halla un busto en el bautisterio.
En las décadas de 1980 y 1990, la Catedral volvió a adquirir importancia a nivel internacional. El canciller alemán Helmut Kohl visitó la Catedral románica junto con numerosos jefes de Estado, entre ellos Margaret Thatcher, Mijaíl Gorbachov y George Bush padre. El Réquiem por Helmut Kohl, al que también asistió Bill Clinton, fue presenciado por 2,5 millones de personas a través de la televisión.

## El órgano (Seifert 2010)

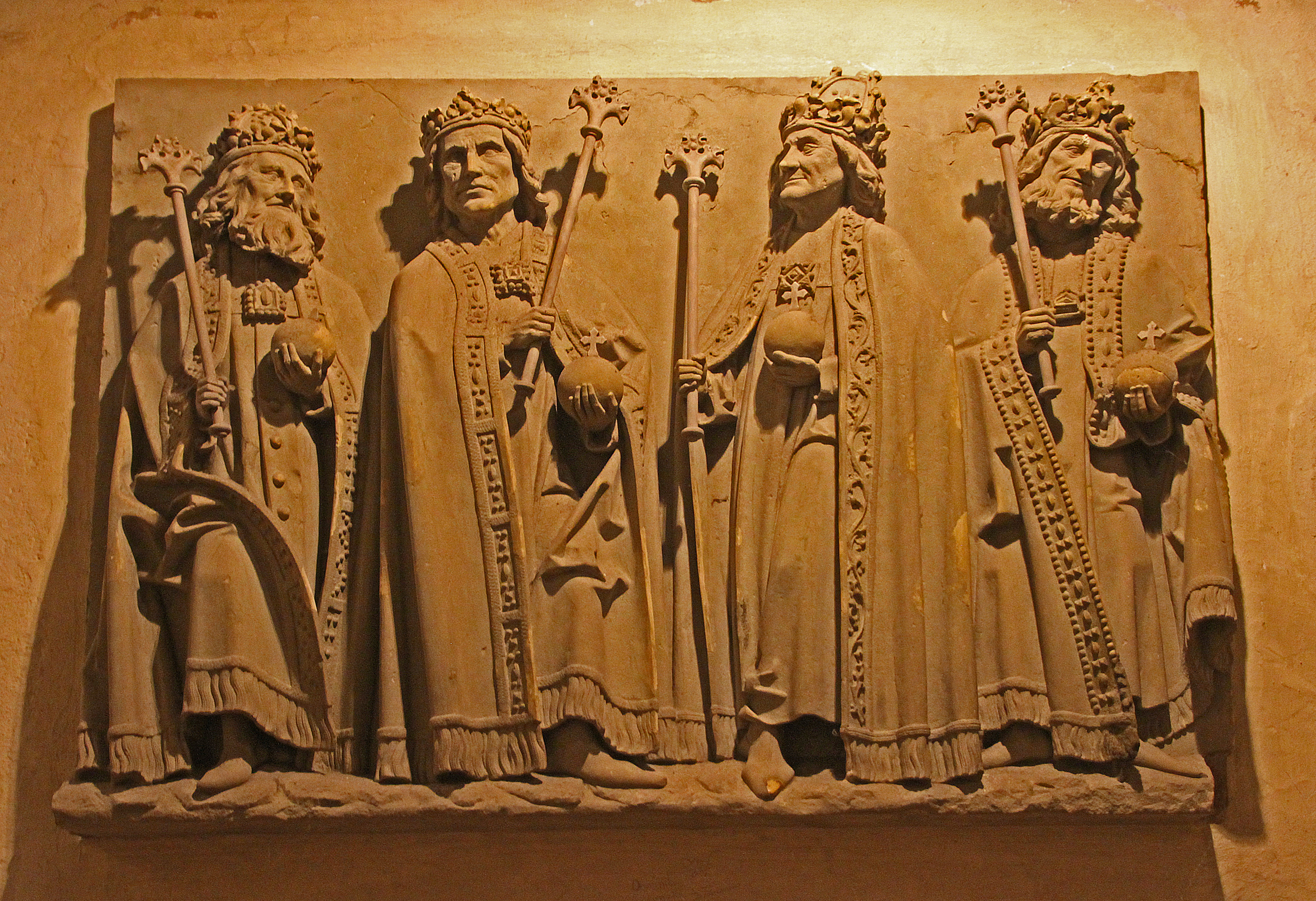
Emperadores Conrado II-Enrique III-IV-V

| I Hauptwerk C–   |       |
| Principal        | 16′   |
| Octave I-III     | 8′    |
| Holztraverse     | 8′    |
| Spitzflöte       | 8′    |
| Großgedackt      | 8′    |
| Viola da Gamba   | 8′    |
| Großquinte       | 51/3′ |
| Octave I-III     | 4′    |
| Hohlflöte        | 4′    |
| Terz             | 31/5′ |
| Quinte           | 2/3′  |
| Octave           | 2′    |
| Flauto           | 2′    |
| Terz             | 13/5′ |
| Cornett V        | 8′    |
| Mixtura major IV | 2′    |
| Mixtura minor IV | 1/3′  |
| Tuba             | 16′   |
| Trompete         | 8′    |

| II Oberwerk C– |       |
| Rohrflöte      | 16′   |
| Salicional     | 16′   |
| Principal      | 8′    |
| Rohrflöte      | 8′    |
| Dolce          | 8′    |
| Vox Angelica   | 8′    |
| Principal      | 4′    |
| Blockflöte     | 4′    |
| Nasat          | 2/3′  |
| Doublette      | 2′    |
| Terz           | 13/5′ |
| Mixtur IV      | 1/3′  |
| Fagott         | 16′   |
| Trompete       | 8′    |
| Cromorne       | 8′    |
|                |       |
| Tremulant      |       |

| III Schwellwerk C–   |       |
| Bourdon douce        | 16′   |
| Geigenprincipal      | 8′    |
| Flûte traversière    | 8′    |
| Bourdon              | 8′    |
| Gamba                | 8′    |
| Voix céleste         | 8′    |
| Flûte octaviante     | 4′    |
| Hohlflöte            | 4′    |
| Salicet              | 4′    |
| Nazard harmonique    | 2/3′  |
| Octavin              | 2′    |
| Tierce harmonique    | 13/5′ |
| Piccolo              | 1′    |
| Progressio IV        |       |
| Bombarde             | 16′   |
| Trompette harmonique | 8′    |
| Hautbois             | 8′    |
| Voix Humaine         | 8′    |
| Clairon harmonique   | 4′    |
| Celesta              |       |
|                      |       |
| Tremulant            |       |

| IV Solo C–         |     |
| Seraphonflöte I-II | 8′  |
| Seraphongambe I-II | 8′  |
| Cornett V          | 8′  |
| Trompeta magna     | 16′ |
| Trompeta imperial  | 8′  |
| Clarin real        | 4′  |

| Pedal C–      |     |
| Contrabass    | 32′ |
| Bourdon       | 32′ |
| Principalbass | 16′ |
| Subbass       | 16′ |
| Salicetbass   | 16′ |
| Octavbass     | 8′  |
| Bassflöte     | 8′  |
| Cello         | 8′  |
| Superoctave   | 4′  |
| Hintersatz IV | 4′  |
| Contraposaune | 32′ |
| Posaune       | 16′ |
| Fagottbass    | 16′ |
| Basstrompete  | 8′  |
| Cornettbass   | 4′  |

## Soberanos enterrados en la Catedral de Espira
En la catedral de Espira se hallan los sepulcros de diversos soberanos germánicos, emperadores del Sacro Imperio Romano Germánico y Reyes de Romanos:
- Conrado II († 1039) y su esposa Gisela de Suabia († 1043)
- Enrique III († 1056), hijo de Conrado II
- Enrique IV († 1106), hijo del anterior, y su esposa Bertha († 1087)
- Enrique V († 1125), hijo de Enrique IV
- Emperatriz Beatriz de Borgoña († 1184), segunda esposa de Federico Barbarroja y su hija Inés († 1184)
- Felipe de Suabia († 1208), hijo de Federico Barbarroja.
- Rodolfo I de Habsburgo († 1291)
- Adolfo de Nassau († 1298)
- Alberto I de Habsburgo († 1308), hijo de Rodolfo de Habsburgo.

## Galería

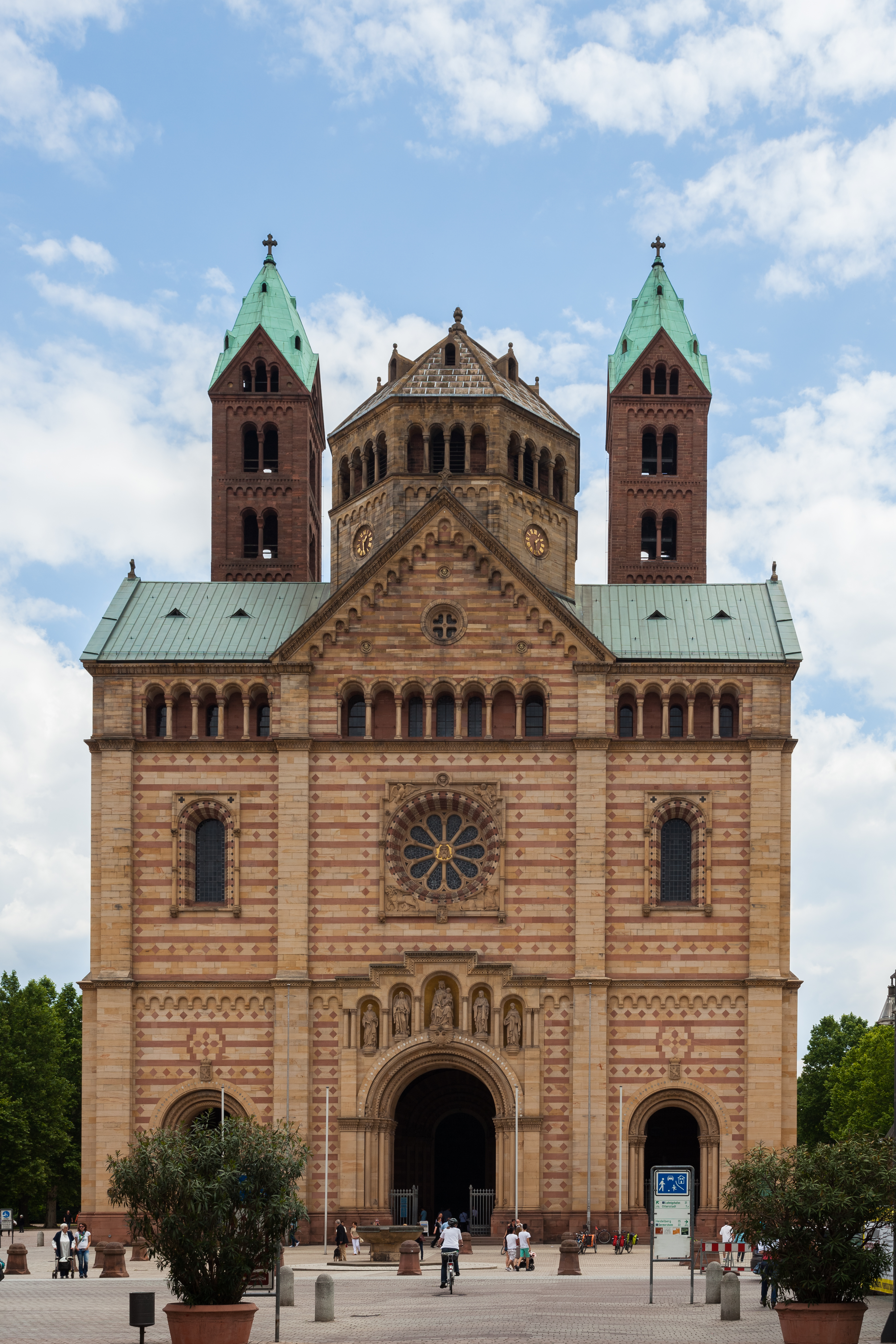
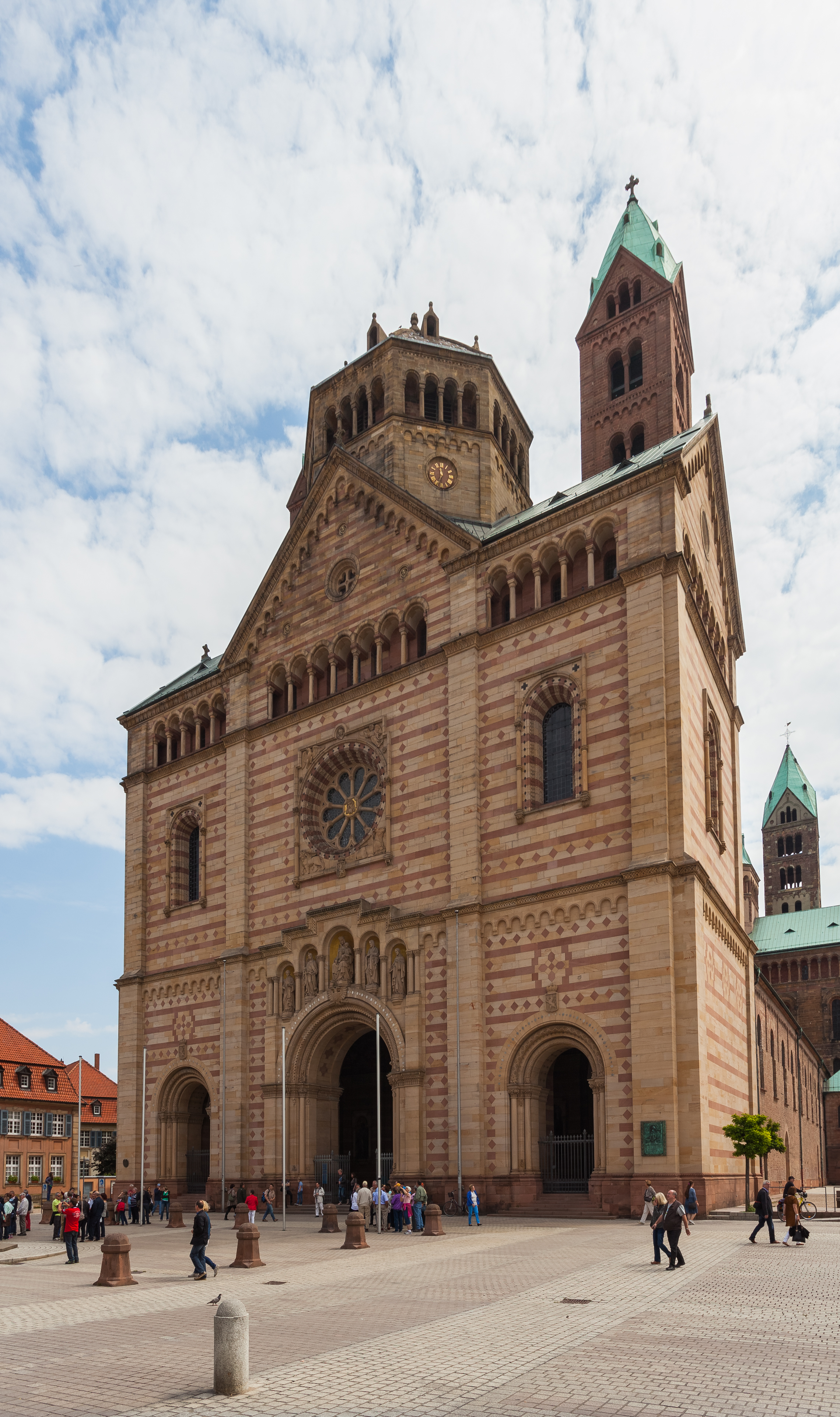
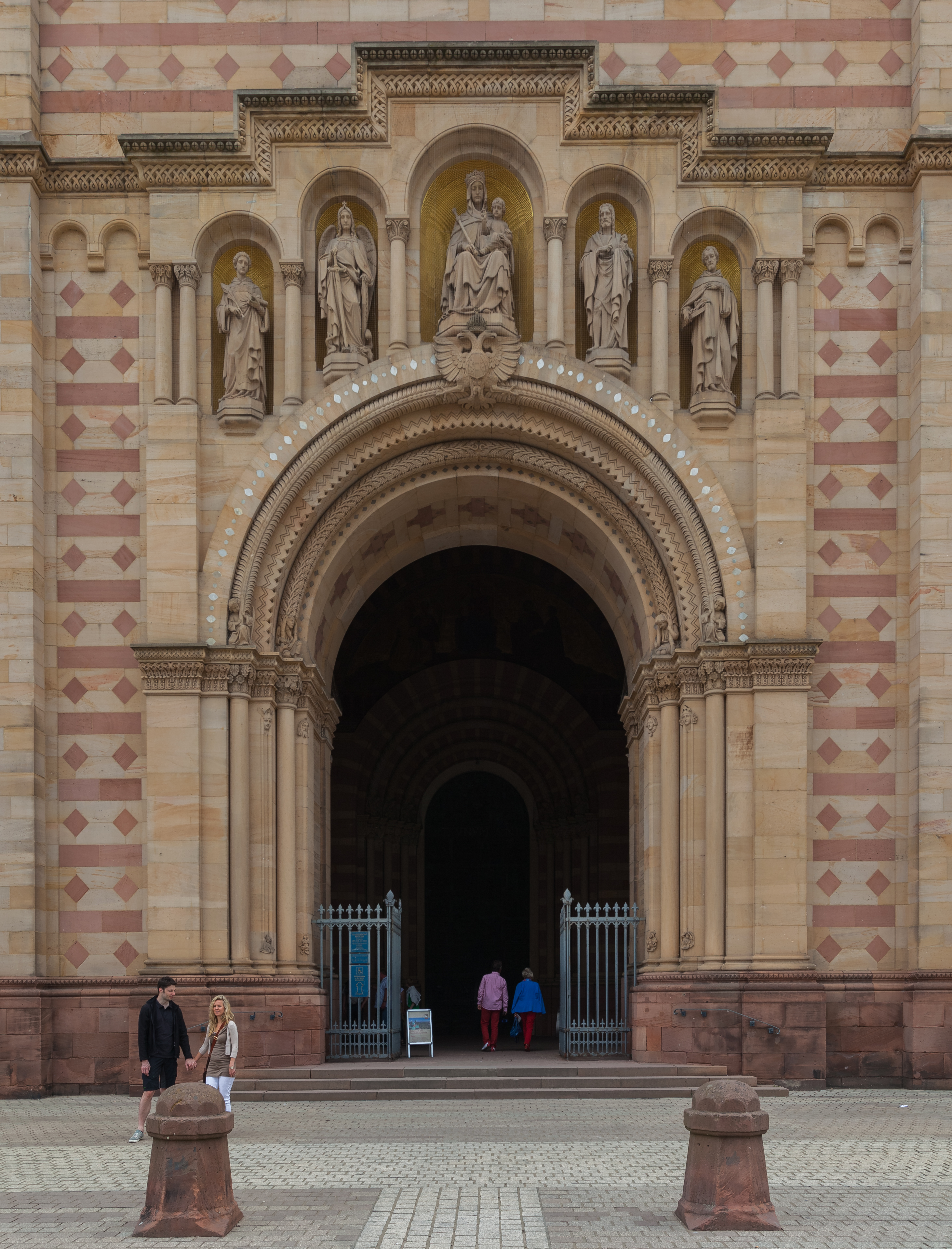
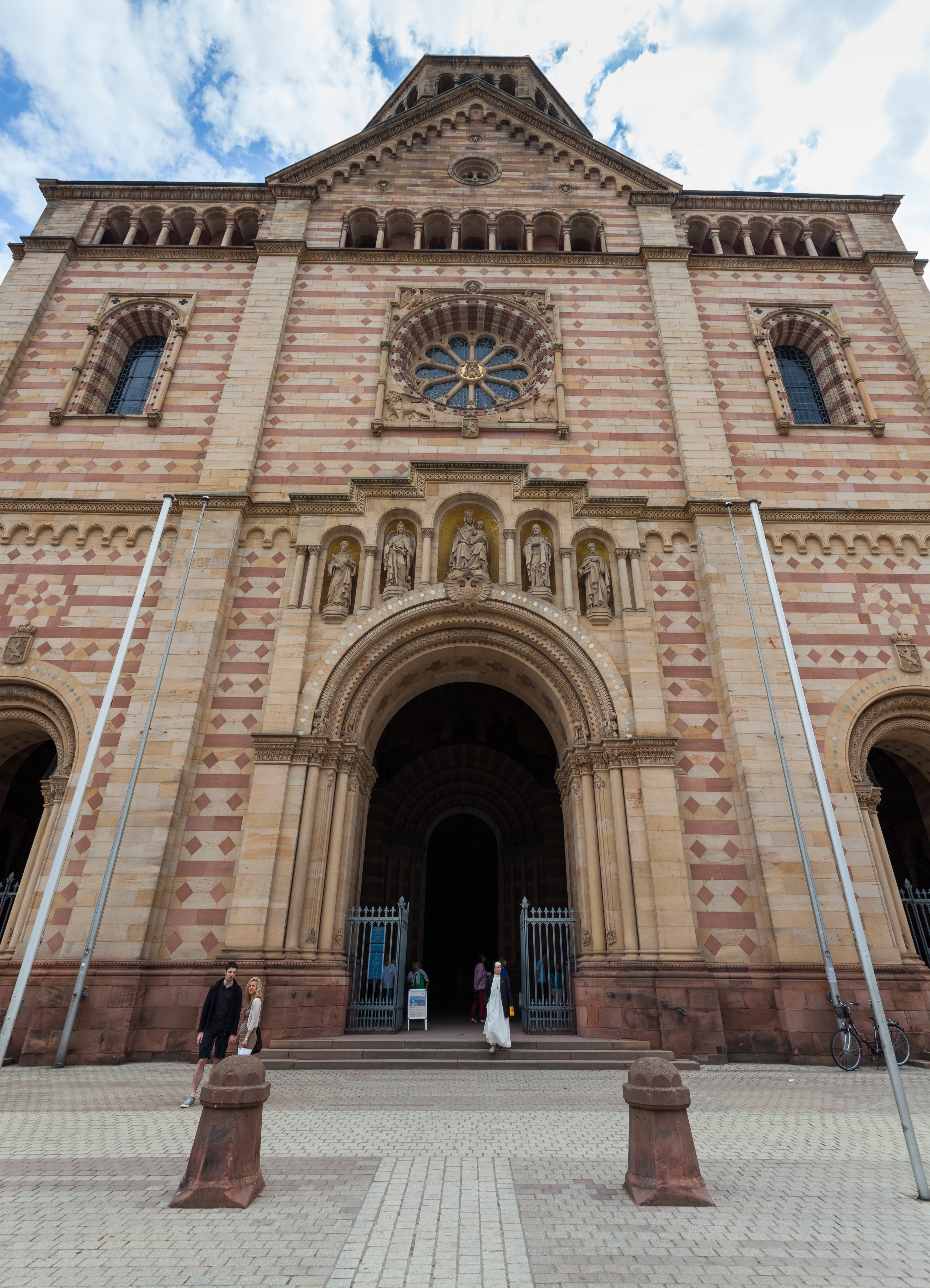
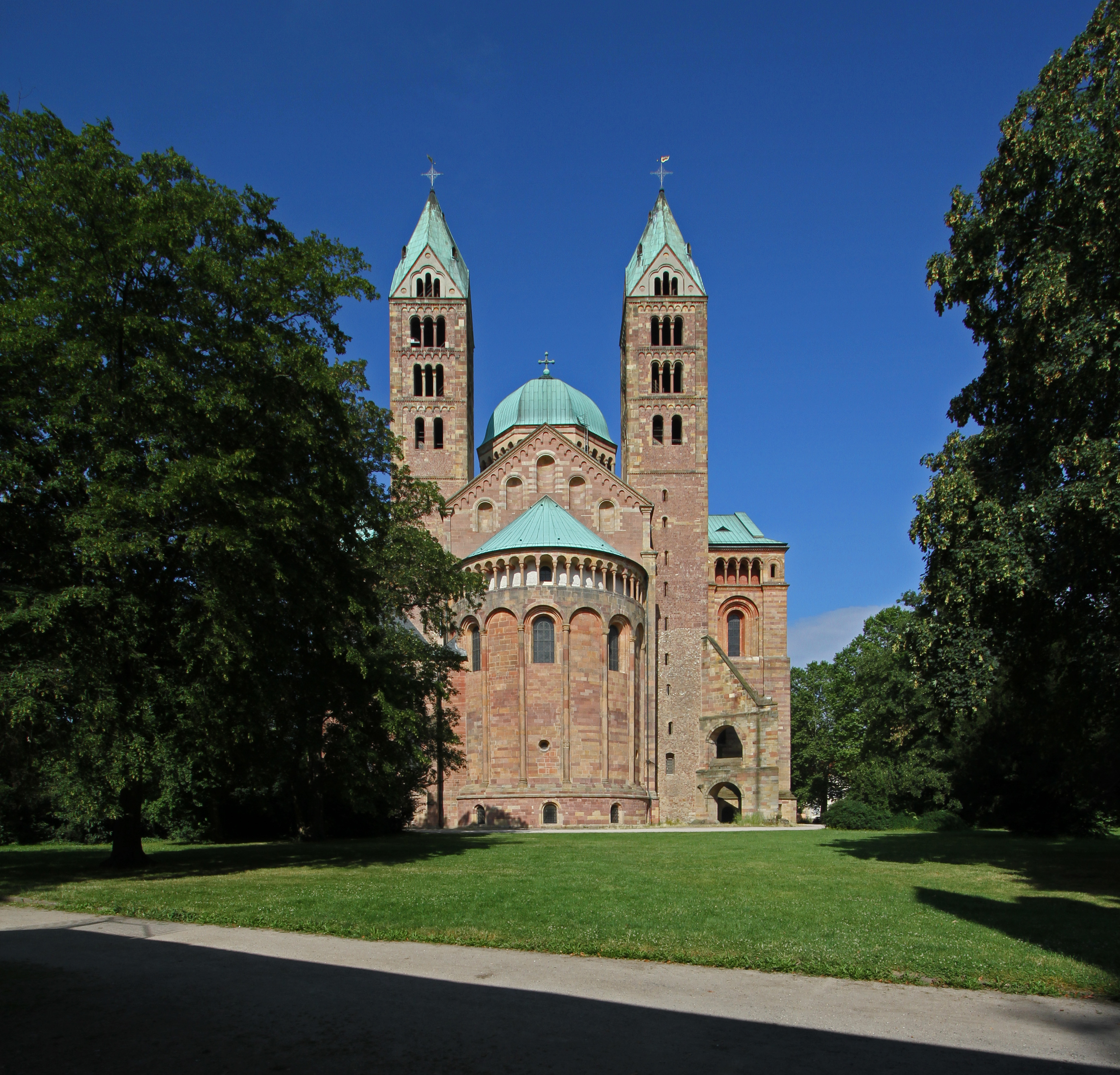
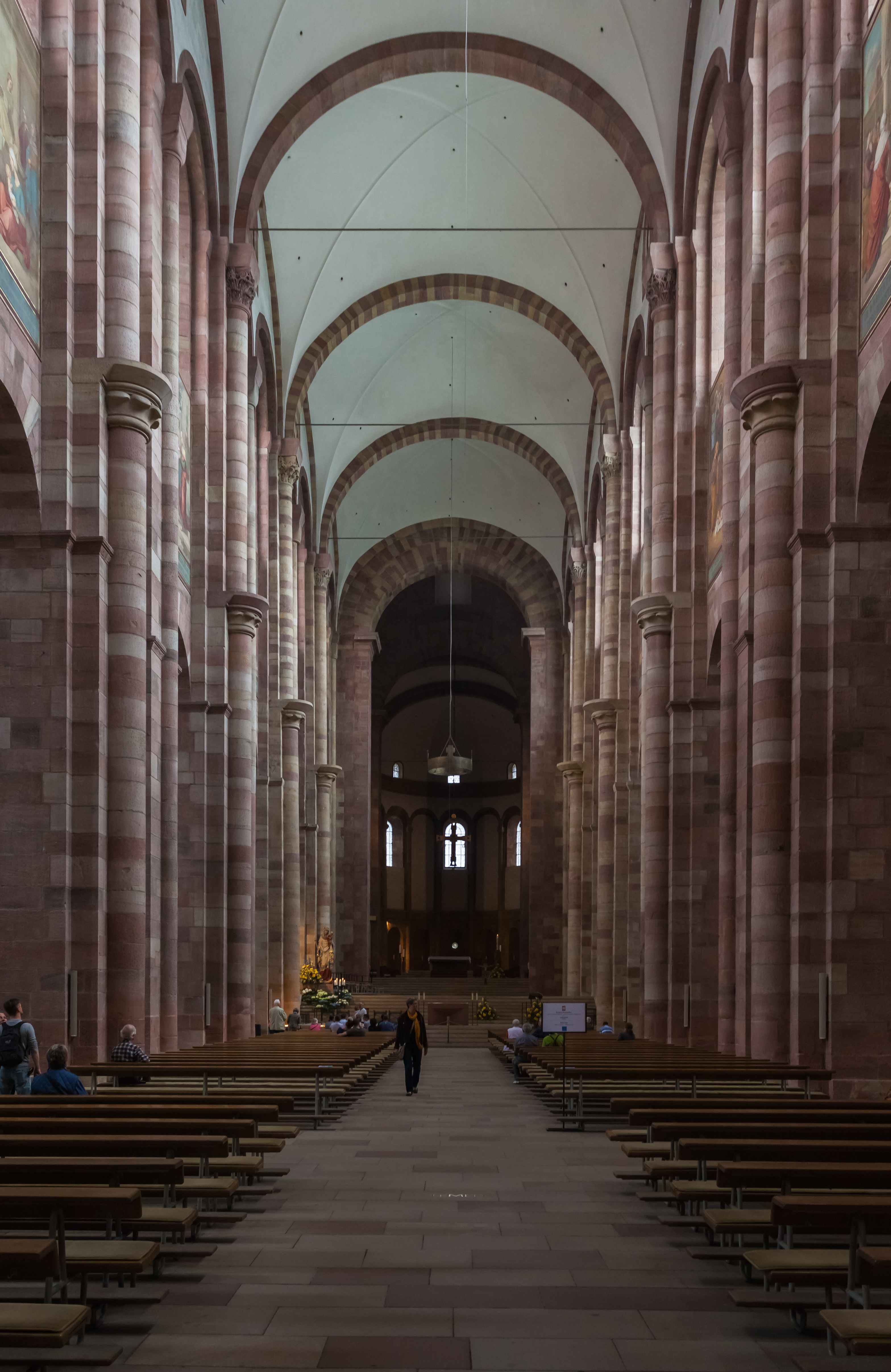